# 瓦尔斯豪森
瓦尔斯豪森是德国莱茵兰-普法尔茨州的一个市镇。总面积4.63平方公里，总人口338人，其中男性165人，女性173人（2011年12月31日），人口密度73人/平方公里。